# 内蒙古晨报
内蒙古晨报是中華人民共和國內蒙古自治區一份報紙，前身是創刊於1998年1月1日的《读者世界报》。2001年5月28日改名為内蒙古晨报。2005年5月28日，内蒙古晨报與新浪網簽署戰略合作協議。